# Torneo Apertura 2025 (Nicaragua)
El Torneo Apertura 2025 es la edición 105.ª del campeonato de liga de la Primera División del fútbol nicaragüense.

## Sistema de competición
El torneo de la Liga Primera está conformado en tres partes:
- Fase de clasificación: 10 equipos juegan todos contra todos a dos vueltas durante 18 jornadas. Primer y segundo lugar clasifican directamente a semifinales. Del tercero al sexto lugar disputan repechaje.

En la etapa regular se observará el sistema de puntos. La ubicación en la tabla general está sujeta a lo siguiente:
- Por juego ganado se obtendrán tres puntos.
- Por juego empatado se obtendrá un punto.
- Por juego perdido no se otorgan puntos.

En esta fase participan los 10 clubes de la Liga Primera jugando en cada torneo todos contra todos durante las 18 jornadas respectivas, a visita recíproca.
- Repechaje: Se juega a un solo partido de acuerdo a las posiciones de la Etapa Regular: 3.º vs 6.º y 4.º vs 5.º, siendo locales los equipos ubicados en el Tercer y Cuarto puesto. El ganador de cada partido avanza a semifinales donde el equipo que esté mejor ubicado en la tabla enfrentará al segundo lugar de la tabla y el peor ubicado enfrentará al primer lugar de la tabla.
- Fase final: Se juega a visitas recíprocas, donde el equipo que clasificó directo a semifinales juega la ida como visitante y la vuelta de local. Los ganadores de ambas semifinales clasifican a la final, donde el equipo mejor ubicado en la tabla juega la ida como visitante y la vuelta de local.

## Equipos participantes

### Ascenso y descenso
| Pos. | Descendido a Segunda División |
| ---- | ----------------------------- |
| 10.º | C. D. Ocotal                  |

| Pos. | Ascendido a Primera División |
| ---- | ---------------------------- |
| 1.º  | Real Madriz F. C.            |

### Equipos por departamento
| ART Jalapa Diriangén Managua Matagalpa Real Madriz Rancho Santana Real Estelí Sébaco UNAN Managua Walter Ferretti |

| N.º | Departamento  | Equipos                                 |
| --- | ------------- | --------------------------------------- |
| 3   | Managua       | Managua, UNAN Managua y Walter Ferretti |
| 2   | Matagalpa     | Matagalpa y Sébaco                      |
| 1   | Carazo        | Diriangén                               |
| 1   | Estelí        | Real Estelí                             |
| 1   | Madriz        | Real Madriz                             |
| 1   | Nueva Segovia | ART Jalapa                              |
| 1   | Rivas         | Rancho Santana                          |

### Información de los equipos
| Equipo          | Ciudad    | Entrenador         | Capitán           | Estadio                | Capacidad |
| --------------- | --------- | ------------------ | ----------------- | ---------------------- | --------- |
| ART Jalapa      | Jalapa    | Glen Blanco        | Gersan Ramos      | Alejandro Ramos Turcio | 2 000     |
| Diriangén       | Diriamba  | José Giacone       | Erick Téllez      | Cacique Diriangén      | 8 000     |
| Managua         | Managua   | Emilio Aburto      | Juan Barrera      | Nacional               | 15 000    |
| Matagalpa       | Matagalpa | Héctor Medina      | Robinson da Silva | Carlos Fonseca         | 2 200     |
| Rancho Santana  | Tola      | Flavio Da Silva    | Taufic Guarch     | Nacional               | 15 000    |
| Real Estelí     | Estelí    | Otoniel Olivas     | Josué Quijano     | Independencia          | 11 000    |
| Real Madriz     | Somoto    | Leónidas Rodríguez | Ender Rivas       | Solidaridad            | 3 000     |
| Sébaco          | Sébaco    | Sergio Rodríguez   | Mario Ramírez     | Wilmer Icabalceta      | 1 000     |
| UNAN Managua    | Managua   | Óscar Blanco       | Vinisius de Sousa | Nacional               | 15 000    |
| Walter Ferretti | Managua   | Sting López        | Jorge Betancur    | Nacional               | 15 000    |

## Fase de clasificación

### Tabla de posiciones
| Pos. | Equipo                | Pts. | PJ | G | E | P | GF | GC | Dif. | Clasificación |
| ---- | --------------------- | ---- | -- | - | - | - | -- | -- | ---- | ------------- |
| 1    | Real Estelí F. C.     | 13   | 5  | 4 | 1 | 0 | 9  | 4  | +5   | Semifinales   |
| 2    | Diriangén F. C.       | 12   | 4  | 4 | 0 | 0 | 15 | 3  | +12  | Semifinales   |
| 3    | Matagalpa F. C.       | 10   | 6  | 3 | 1 | 2 | 10 | 9  | +1   | Repechaje     |
| 4    | C. D. Walter Ferretti | 9    | 4  | 3 | 0 | 1 | 13 | 6  | +7   | Repechaje     |
| 5    | C. S. Sébaco          | 9    | 6  | 3 | 0 | 3 | 10 | 9  | +1   | Repechaje     |
| 6    | UNAN Managua F. C.    | 8    | 6  | 2 | 2 | 2 | 12 | 11 | +1   | Repechaje     |
| 7    | Managua F. C.         | 7    | 5  | 2 | 1 | 2 | 6  | 5  | +1   |               |
| 8    | Real Madriz F. C.     | 6    | 6  | 2 | 0 | 4 | 5  | 10 | −5   |               |
| 9    | ART Jalapa            | 3    | 6  | 1 | 0 | 5 | 8  | 18 | −10  |               |
| 10   | Rancho Santana F. C.  | 1    | 6  | 0 | 1 | 5 | 5  | 18 | −13  |               |

Actualizado a los partidos jugados el 18 de agosto de 2025.
 Fuente: Liga Primera

### Evolución de la Clasificación
| Jornada               | 1  | 2  | 3  | 4  | 5  | 6  | 7 | 8 | 9 | 10 | 11 | 12 | 13 | 14 | 15 | 16 | 17 | 18 |
| Equipo                |    |    |    |    |    |    |   |   |   |    |    |    |    |    |    |    |    |    |
| --------------------- | -- | -- | -- | -- | -- | -- | - | - | - | -- | -- | -- | -- | -- | -- | -- | -- | -- |
| Real Estelí F. C.     | 5  | 3  | 2  | 1  | 1  | 1* |   |   |   |    |    |    |    |    |    |    |    |    |
| Diriangén F. C.       | 1  | 1  | 1  | 2* | 2* | 2* |   |   |   |    |    |    |    |    |    |    |    |    |
| Matagalpa F. C.       | 4  | 2  | 5  | 4  | 5  | 3  |   |   |   |    |    |    |    |    |    |    |    |    |
| C. D. Walter Ferretti | 2  | 5  | 3  | 5* | 3* | 4* |   |   |   |    |    |    |    |    |    |    |    |    |
| C. S. Sébaco          | 6  | 7  | 7  | 7  | 6  | 5  |   |   |   |    |    |    |    |    |    |    |    |    |
| UNAN Managua F. C.    | 9  | 8  | 8  | 9  | 8  | 6  |   |   |   |    |    |    |    |    |    |    |    |    |
| Managua F. C.         | 3  | 4  | 6  | 3  | 4  | 7* |   |   |   |    |    |    |    |    |    |    |    |    |
| Real Madriz F. C.     | 7  | 6  | 4  | 6  | 7  | 8  |   |   |   |    |    |    |    |    |    |    |    |    |
| ART Jalapa            | 8  | 9  | 10 | 8  | 9  | 9  |   |   |   |    |    |    |    |    |    |    |    |    |
| Rancho Santana F. C.  | 10 | 10 | 9  | 10 | 10 | 10 |   |   |   |    |    |    |    |    |    |    |    |    |

* Indica que la posición fue provisional en dicha jornada al tratarse de un equipo con un número distinto de partidos disputados con respecto a la mayoría de participantes.

## Resultados
- Los horarios corresponden al tiempo de Nicaragua (UTC-6).

| Matagalpa F. C.       | 3 - 2 | C. S. Sébaco         | Carlos Fonseca    | 17 de julio | 15:00 |
| Managua F. C.         | 4 - 2 | ART Jalapa           | Independencia     | 17 de julio | 15:00 |
| C. D. Walter Ferretti | 3 - 0 | UNAN Managua F. C.   | San Marcos        | 18 de julio | 15:00 |
| Real Estelí F. C.     | 2 - 1 | Real Madriz F. C.    | Independencia     | 18 de julio | 15:00 |
| Diriangén F. C.       | 6 - 0 | Rancho Santana F. C. | Cacique Diriangén | 18 de julio | 20:00 |

| Rancho Santana F. C. | 1 - 2 | Matagalpa F. C.       | San Marcos             | 22 de julio | 15:00 |
| C. S. Sébaco         | 1 - 0 | Managua F. C.         | Carlos Fonseca         | 22 de julio | 15:00 |
| UNAN Managua F. C.   | 1 - 1 | Real Estelí F. C.     | Vidal Alonzo           | 22 de julio | 18:30 |
| ART Jalapa           | 2 - 3 | Diriangén F. C.       | Alejandro Ramos Turcio | 23 de julio | 17:00 |
| Real Madriz F. C.    | 2 - 0 | C. D. Walter Ferretti | Solidaridad            | 23 de julio | 19:00 |

| Managua F. C.         | 1 - 1 | Rancho Santana F. C. | Nacional       | 25 de julio | 20:00 |
| Matagalpa F. C.       | 1 - 2 | Real Madriz F. C.    | Carlos Fonseca | 26 de julio | 15:00 |
| C. D. Walter Ferretti | 4 - 2 | C. S. Sébaco         | Nacional       | 26 de julio | 17:00 |
| Real Estelí F. C.     | 4 - 2 | ART Jalapa           | Independencia  | 26 de julio | 19:00 |
| UNAN Managua F. C.    | 1 - 4 | Diriangén F. C.      | Nacional       | 26 de julio | 20:00 |

| ART Jalapa            | 1 - 0 | C. S. Sébaco      | Alejandro Ramos Turcio | 2 de agosto | 15:00 |
| UNAN Managua F. C.    | 2 - 2 | Matagalpa F. C.   | Nacional               | 2 de agosto | 17:00 |
| Real Madriz F. C.     | 0 - 1 | Managua F. C.     | Solidaridad            | 2 de agosto | 19:00 |
| Rancho Santana F. C.  | 0 - 1 | Real Estelí F. C. | Nacional               | 4 de agosto | 18:00 |
| C. D. Walter Ferretti |       | Diriangén F. C.   | Nacional               | TBA         | TBA   |

| Matagalpa F. C.       | 0 - 2 | Diriangén F. C.      | Carlos Fonseca    | 9 de agosto  | 15:00 |
| UNAN Managua F. C.    | 5 - 1 | ART Jalapa           | Nacional          | 9 de agosto  | 17:00 |
| C. S. Sébaco          | 3 - 0 | Real Madriz F. C.    | Wilmer Icabalceta | 10 de agosto | 15:00 |
| Real Estelí F. C.     | 1 - 0 | Managua F. C.        | Independencia     | 10 de agosto | 18:00 |
| C. D. Walter Ferretti | 6 - 2 | Rancho Santana F. C. | Nacional          | 10 de agosto | 20:00 |

| ART Jalapa           | 0 - 2 | Matagalpa F. C.       | Alejandro Ramos Turcio | 16 de agosto | 15:00 |
| Real Madriz F. C.    | 0 - 3 | UNAN Managua F. C.    | Solidaridad            | 16 de agosto | 17:00 |
| Rancho Santana F. C. | 1 - 2 | C. S. Sébaco          | Nacional               | 17 de agosto | 17:00 |
| Diriangén F. C.      |       | Real Estelí F. C.     | Cacique Diriangén      | TBA          | TBA   |
| Managua F. C.        |       | C. D. Walter Ferretti | Nacional               | TBA          | TBA   |

| C. S. Sébaco       |  | Diriangén F. C.       | Wilmer Icabalceta      | 23 de agosto | 15:00 |
| UNAN Managua F. C. |  | Rancho Santana F. C.  | Nacional               | 23 de agosto | 18:00 |
| Matagalpa F. C.    |  | Managua F. C.         | Carlos Fonseca         | 24 de agosto | 15:00 |
| ART Jalapa         |  | Real Madriz F. C.     | Alejandro Ramos Turcio | 24 de agosto | 17:00 |
| Real Estelí F. C.  |  | C. D. Walter Ferretti | Independencia          | 24 de agosto | 19:00 |

|  |  |  |  | TBA | TBA |
|  |  |  |  | TBA | TBA |
|  |  |  |  | TBA | TBA |
|  |  |  |  | TBA | TBA |
|  |  |  |  | TBA | TBA |

|  |  |  |  | TBA | TBA |
|  |  |  |  | TBA | TBA |
|  |  |  |  | TBA | TBA |
|  |  |  |  | TBA | TBA |
|  |  |  |  | TBA | TBA |

|  |  |  |  | TBA | TBA |
|  |  |  |  | TBA | TBA |
|  |  |  |  | TBA | TBA |
|  |  |  |  | TBA | TBA |
|  |  |  |  | TBA | TBA |

|  |  |  |  | TBA | TBA |
|  |  |  |  | TBA | TBA |
|  |  |  |  | TBA | TBA |
|  |  |  |  | TBA | TBA |
|  |  |  |  | TBA | TBA |

|  |  |  |  | TBA | TBA |
|  |  |  |  | TBA | TBA |
|  |  |  |  | TBA | TBA |
|  |  |  |  | TBA | TBA |
|  |  |  |  | TBA | TBA |

|  |  |  |  | TBA | TBA |
|  |  |  |  | TBA | TBA |
|  |  |  |  | TBA | TBA |
|  |  |  |  | TBA | TBA |
|  |  |  |  | TBA | TBA |

|  |  |  |  | TBA | TBA |
|  |  |  |  | TBA | TBA |
|  |  |  |  | TBA | TBA |
|  |  |  |  | TBA | TBA |
|  |  |  |  | TBA | TBA |

|  |  |  |  | TBA | TBA |
|  |  |  |  | TBA | TBA |
|  |  |  |  | TBA | TBA |
|  |  |  |  | TBA | TBA |
|  |  |  |  | TBA | TBA |

|  |  |  |  | TBA | TBA |
|  |  |  |  | TBA | TBA |
|  |  |  |  | TBA | TBA |
|  |  |  |  | TBA | TBA |
|  |  |  |  | TBA | TBA |

|  |  |  |  | TBA | TBA |
|  |  |  |  | TBA | TBA |
|  |  |  |  | TBA | TBA |
|  |  |  |  | TBA | TBA |
|  |  |  |  | TBA | TBA |

|  |  |  |  | TBA | TBA |
|  |  |  |  | TBA | TBA |
|  |  |  |  | TBA | TBA |
|  |  |  |  | TBA | TBA |
|  |  |  |  | TBA | TBA |

### Tabla de Resultados Cruzados
| Local \ Visitante | JAL | DIR | MAN | MAT | RAN | EST | MAD | SEB | UNA | CWF |
| ----------------- | --- | --- | --- | --- | --- | --- | --- | --- | --- | --- |
| ART Jalapa        | —   | 2–3 |     | 0–2 |     |     |     | 1–0 |     |     |
| Diriangén         |     | —   |     |     | 6–0 |     |     |     |     |     |
| Managua           | 4–2 |     | —   |     | 1–1 |     |     |     |     |     |
| Matagalpa         |     | 0–2 |     | —   |     |     | 1–2 | 3–2 |     |     |
| Rancho Santana    |     |     |     | 1–2 | —   | 0–1 |     | 1–2 |     |     |
| Real Estelí       | 4–2 |     | 1–0 |     |     | —   | 2–1 |     |     |     |
| Real Madriz       |     |     | 0–1 |     |     |     | —   |     | 0–3 | 2–0 |
| Sébaco            |     |     | 1–0 |     |     |     | 3–0 | —   |     |     |
| UNAN Managua      | 5–1 | 1–4 |     | 2–2 |     | 1–1 |     |     | —   |     |
| Walter Ferretti   |     |     |     |     | 6–2 |     |     | 4–2 | 3–0 | —   |

## Fase Final

### Cuadro de desarrollo
|  | Repechaje | Repechaje | Repechaje |  |  | Semifinales            | Semifinales            | Semifinales            | Semifinales            | Semifinales            |  |  | Final                  | Final                  | Final                  | Final                  | Final                  |  |
|  | TBA       | TBA       | TBA       |  |  | TBA (ida) TBA (vuelta) | TBA (ida) TBA (vuelta) | TBA (ida) TBA (vuelta) | TBA (ida) TBA (vuelta) | TBA (ida) TBA (vuelta) |  |  | TBA (ida) TBA (vuelta) | TBA (ida) TBA (vuelta) | TBA (ida) TBA (vuelta) | TBA (ida) TBA (vuelta) | TBA (ida) TBA (vuelta) |  |
|  |           |           |           |  |  |                        |                        |                        |                        |                        |  |  |                        |                        |                        |                        |                        |  |
|  |           |           |           |  |  |                        |                        |                        |                        |                        |  |  |                        |                        |                        |                        |                        |  |
|  |           |           |           |  |  |                        |                        |                        |                        |                        |  |  |                        |                        |                        |                        |                        |  |
|  |           |           |           |  |  |                        |                        |                        |                        |                        |  |  |                        |                        |                        |                        |                        |  |
|  |           |           |           |  |  |                        |                        |                        |                        |                        |  |  |                        |                        |                        |                        |                        |  |
|  |           |           |           |  |  |                        |                        |                        |                        |                        |  |  |                        |                        |                        |                        |                        |  |
|  |           |           |           |  |  |                        |                        |                        |                        |                        |  |  |                        |                        |                        |                        |                        |  |
|  |           |           |           |  |  |                        |                        |                        |                        |                        |  |  |                        |                        |                        |                        |                        |  |
|  |           |           |           |  |  |                        |                        |                        |                        |                        |  |  |                        |                        |                        |                        |                        |  |
|  |           |           |           |  |  |                        |                        |                        |                        |                        |  |  |                        |                        |                        |                        |                        |  |
|  |           |           |           |  |  |                        |                        |                        |                        |                        |  |  |                        |                        |                        |                        |                        |  |
|  |           |           |           |  |  |                        |                        |                        |                        |                        |  |  |                        |                        |                        |                        |                        |  |
|  |           |           |           |  |  |                        |                        |                        |                        |                        |  |  |                        |                        |                        |                        |                        |  |
|  |           |           |           |  |  |                        |                        |                        |                        |                        |  |  |                        |                        |                        |                        |                        |  |
|  |           |           |           |  |  |                        |                        |                        |                        |                        |  |  |                        |                        |                        |                        |                        |  |
|  |           |           |           |  |  |                        |                        |                        |                        |                        |  |  |                        |                        |                        |                        |                        |  |
|  |           |           |           |  |  |                        |                        |                        |                        |                        |  |  |                        |                        |                        |                        |                        |  |
|  |           |           |           |  |  |                        |                        |                        |                        |                        |  |  |                        |                        |                        |                        |                        |  |
|  |           |           |           |  |  |                        |                        |                        |                        |                        |  |  |                        |                        |                        |                        |                        |  |
|  |           |           |           |  |  |                        |                        |                        |                        |                        |  |  |                        |                        |                        |                        |                        |  |
|  |           |           |           |  |  |                        |                        |                        |                        |                        |  |  |                        |                        |                        |                        |                        |  |
|  |           |           |           |  |  |                        |                        |                        |                        |                        |  |  |                        |                        |                        |                        |                        |  |
|  |           |           |           |  |  |                        |                        |                        |                        |                        |  |  |                        |                        |                        |                        |                        |  |
|  |           |           |           |  |  |                        |                        |                        |                        |                        |  |  |                        |                        |                        |                        |                        |  |
|  |           |           |           |  |  |                        |                        |                        |                        |                        |  |  |                        |                        |                        |                        |                        |  |

### Repechaje
|  |  | vs. |

|  |  | vs. |

### Semifinales
|  |  | vs. |

|  |  | vs. |

|  |  | vs. |

|  |  | vs. |

### Final
|  |  | vs. |

|  |  | vs. |

|          |
| Campeón  |
| ° título |

## Estadísticas

### Máximos goleadores
Lista con los máximos goleadores de la competencia.
| Pos. | Posición | Jugador | Equipo | Goles |
| ---- | -------- | ------- | ------ | ----- |
| 1.º  |          | ?       | ?      |       |
| 2.º  |          | ?       | ?      |       |
| 3.º  |          | ?       | ?      |       |
| 4.º  |          | ?       | ?      |       |
| 5.º  |          | ?       | ?      |       |
| 6.º  |          | ?       | ?      |       |
| 7.º  |          | ?       | ?      |       |
| 8.º  |          | ?       | ?      |       |
| 9.º  |          | ?       | ?      |       |
| 10.º |          | ?       | ?      |       |